# La macchia umana
(La macchia umana, pag 261)
La macchia umana (in originale The Human Stain) è un romanzo dello scrittore statunitense Philip Roth, pubblicato nel 2000.
Il libro ha vinto numerosi premi, tra i quali il Prix Médicis e il Premio PEN/Faulkner per la narrativa.

## Trama
Coleman Silk è un accademico rispettato e stimato di un ateneo del New England. A pochi anni dalla pensione, però, si scatena contro di lui un'incomprensibile caccia alle streghe, nata da una infondata accusa di razzismo mossa da due studenti. I colleghi e gli amici di un tempo lo abbandonano e lui lascia la sua cattedra sdegnato, in preda ad una rabbia che ha radici profonde e che agita fantasmi sopiti di un passato tenuto nascosto. Il destino tragico di un uomo solo si compie in una catena di umane miserie che raccontano l'America del perbenismo, dell'ipocrisia, della violenza e della solitudine, tanto da dipingere un quadro di desolazione in cui il passaggio dell'uomo non è che una traccia informe e quasi invisibile. A Nathan Zuckerman, scrittore e amico di Silk, il compito di rimettere assieme i pezzi del mosaico attraverso la sua testimonianza.

## Ispirazione
Nel 2012 Roth fece pubblicare sul New Yorker una lettera aperta a Wikipedia sul contenuto della corrispondente voce in inglese The Human Stain, nella quale lo scrittore lamenta che la voce considera erroneamente il personaggio di Coleman Silk come ispirato ad Anatole Broyard (1920-1990), mentre tale personaggio sarebbe ispirato a Melvin Tumin (1919-1994).

## Trasposizione cinematografica
- Dal libro è stato tratto l'omonimo film, per la regia di Robert Benton, con protagonisti Anthony Hopkins e Nicole Kidman.

## Edizioni italiane
- La macchia umana, traduzione di Vincenzo Mantovani, Collana Supercoralli, Torino, Einaudi, 2001, ISBN 978-88-061-5818-7. - Collana Einaudi Tascabili n.1112, Einaudi, 2003, ISBN 978-88-061-6557-4; Collana Super ET, Einaudi, 2014-2024, ISBN 978-88-062-22949.